# 陆雨萱
陆雨萱（2008年10月26日—）。中国童星，是演员陆毅与鲍蕾的女儿。2014年6月，与父亲陆毅参与湖南卫视《爸爸去哪儿2》节目录制而走红，2015年2月和爸爸妈妈携手登上中央电视台《羊年春晚》演唱《幸福家家有》，备受亿万观众关注。

## 个人经历
- 2009年 首次出镜是与妈妈爸爸合拍知名杂志《芭莎男士》的封面；
- 2014年6月 与父亲陆毅参与湖南卫视《爸爸去哪儿2》节目录制而走红，同年拍摄《爸爸去哪儿2》的电影；并与爸爸登上《快乐大本营》《天天向上》等多家卫视的热门综艺节目；
- 2015年2月 登上中央电视台《春晚》；

## 作品

### 综艺节目
- 2014年 爸爸去哪兒2、快乐大本营、天天向上

### 电影
- 爸爸去哪兒2 (電影)

### 晚会
- 2015年2月 中央电视台《春晚》